# 2024年韩国医疗危机
2024年韓國醫生罷工（韓語：2024년 대한민국 의사 파업）是2024年2月20日起，大韓民國的醫生不滿醫學院擴招而集體罷工的事件。此次罷工導致許多醫院的病患無法及時得到救治。 

## 背景和成因

2018年每千人擁有的醫師人數，可見韓國醫患比偏低

根據經濟合作暨發展組織的數據則顯示，韓國每1000人擁有2.6名醫生（包括韓醫師），低於每1,000人3.7名醫生的平均值，是其成員國中，醫生與患者比例最低的國家之一，相較之下，奧地利則高達每1000人5.5名醫生。然而其年薪平均為192,749美元，超越日本、挪威等國，是成員國中最高的國家。
在過去十多年來，韓國醫師的平均年齡不斷上升。並預計在2035年全國將至少浮現15,000個醫師人力缺口。因此南韓總統尹錫悅表示，地方基本醫療系統正在崩潰，兒科婦產科等，重要醫療部門人力缺乏，無法得到及時救治的國民有很多，另外地區之間的醫療差距，也達到了嚴重的程度，為了重振地方基本醫療，擴招醫護人員和培養人才，是必要條件。韓國政府亦表示年輕醫師的過勞與極端壓力，藉由擴大醫學院招收，能增進國民醫療品質，並提升年輕醫師工作環境。
而韓國醫師團體向來強硬，歷年來韓國政府多次試圖推動醫療改革，包括2000年醫藥分業政策，2014年開放遠距醫療，2020年醫學院擴招400人，皆遭醫師罷工而失敗告終，故素有「醫師不敗（의사불패）」之稱。2024年尹錫悅政府再次推動醫療改革，宣佈2025年起每年多招收2,000名醫學院新生，因此爆發衝突。
| 國家       | 人數 |
| ---------- | ---- |
| 丹麦       | 22.0 |
| 義大利     | 18.2 |
|            | 15.4 |
| OECD平均數 | 14.2 |
| 英国       | 13.1 |
| 德国       | 12.4 |
| 美国       | 8.5  |
|            | 7.3  |
| 以色列     | 6.8  |

然而，大韓醫師協會認為，韓國醫療短缺的問題，根本成因不是因為醫生總量不足，而是科室與城鄉分配不均、劣等的勞動條件、高訴訟風險，因此單純增加人數並不會解決這個問題。此外，根據韓國實習住院醫師協會（Korea Intern Resident Association），韓國實習醫生和住院醫生輪班時間為36小時，美國則不到24小時，有半數美國年輕醫生每週工作60小時甚至更少，而韓國醫生工時往往超過100小時。
同時表示醫學院擴招的直接結果，會讓年輕醫師的替代性更高、作為資方的醫院更能盡情壓榨住院醫生的勞動。
反對醫生認為，部分地區醫療人手不足，並非人數不夠，而是當地醫療資源差，雖平均年薪看似高，但不同科別的醫師有顯著差異，且實習醫師階段待遇不佳，政府補貼不足，因此無法留住醫師人才，醫界主張，如果增加醫學大學招生名額，反而會讓有人氣的專科更加飽和，而人氣低的專科將更少人去，醫療品質可能進一步下降，也就是說即使招了很多醫師，當然仍會選擇患者較多的首爾和能獲得更多薪資的人氣專科。

此外，每年約有750名韓國醫生因醫療糾紛受到刑事指控，比日本高14.7倍，比英國高出580.6倍，比德國高出26.6倍。一項2019年的研究發現，三分之一的醫生在過去3年中經歷過醫療糾紛。這些糾紛，多發生在關鍵的醫療領域，如急診醫學、心胸外科、婦科、兒科等領域。
《韓民族日報》指出之所以強烈反對醫學院擴招，最根本的原因是來自相對剝奪感，醫師認為醫學院擴大招生的政策，會讓實力較差的競爭者，取得與目前醫師相同的職業地位。
而韓國的鄉村則缺乏醫療基礎設施，且病人更喜歡千里迢迢前往首爾的大型醫學中心，因此偏鄉醫療的發展始終更未見起色，醫師更不願意前往展開職涯。

## 罷工時間表
2024年2月20日開始，許多醫生集體辭職。許多醫學院的學生也罷課並宣佈休學。2月26日，保健福祉部表示，韓國100家醫院已有10034名實習和住院醫師遞交辭職申請，其中9006人離任。保健福祉部已吊銷兩名韓國醫生協會領導人的醫師執業許可，並對6228名實習醫生下達了復工令。政府表示，如果醫生在2月29日前復工，政府將不會追究責任。截至3月1日，有565名医生重返工作岗位。政府表示从3月1日起针对拒不返岗人员采取行政处分及相关司法措施。
3月3日，大韩医师协会在首尔汝矣岛举行医生总动员大会，表示要与政府继续抗争，並谴责政府对医生施压。3月4日，保健福祉部第二次官宣布，政府将现场检查50家医院实习和住院医师返岗的情况。如果相關醫務人員在检查前返岗，政府会酌情考虑。如果在4日的检查中确认没有返岗，5日就将處罰相關醫務人員。违反政府复岗命令的相关实习和住院医生至少吊销3个月医师执照，他們取得专任医生资格的时间就将推迟1年以上。相关行政处分履历及其理由会被记录下来。
截至3月8日上午11时，缺勤的实习和住院医师总数为11,994人。截至11日，保健福祉部共向5566名拒绝复工的实习和住院医师发送吊销医师执照的预告通知。福祉部表示，对行政处分程序结束之前返岗的医生将予以从宽处理。截至3月9日，醫學院學生向學校提出有效休學申請的人數達到5445人。3月19日，大韓醫師協會表示，兩名醫師執照被吊銷，這是此次韓國醫生罷工以來首次有醫生執照被吊銷。3月25日起，韩国医学院的教授们陆续提交辞呈，並縮短工作時間。
4月1日起，這些教授將最大限度減少門診接診量。医疗界表示，如果政府不撤回医科大学扩招2000人的计划，就不会与政府进行对话。
4月4日，韓國總統尹錫悅與大韓實習住院醫師協會緊急對策委員會委員長朴檀會談，就醫療改革等問題交換意見。這是韓國醫生罷工以來，尹錫悅首次與醫療界人員面談。不過朴檀在會談後表示，「韓國的醫療沒有未來」。截至4月8日，韩国40所医科大学中，已有10377人提交有效休学申请，占医科大学所有在校生的55.2%。而推迟开学时间的40所医科大学当中，有16所已经恢复授课。
4月12日，醫師界提出的「暫停醫學院擴招」訴訟遭駁回，大韓醫師協會會長痛批韓國司法界都是「不懂科學的法匠」，並質疑主判法官是為了討好尹錫悅政府、以爭取被提名為大法官的升官權利所以才昧着良心駁回醫師訴訟。
5月3日，韩国政府表示，部分离岗实习住院医师已回到岗位。5月8日，政府宣布考慮開放海外醫師來韓職業，大韓醫師協會會長林澤賢刊登一張索馬利亞醫學生於戰火威脅中畢業的新聞照片，暗示韓國政府即將引入「低端國家的不入流醫師」，引起民眾不滿，隨後因涉及種族歧視爭議而被刪除。
5月24日，韓國政府拍版定案，2025年醫學系招生人數增加1509人，總招生人數達到4567人，是自1998年濟州大學醫學系成立以來，首次增額。下階段將於2028學年度再擴大招生。
6月17日，首尔大学医院、盆唐首尔大学医院、江南中心等教授中有529人表示从当天起无期限停诊。包括这529人在内，共873名教授支持停诊，占参与诊疗教授总数的90.3%。

## 學生返校
2025年7月12日，包括大韩医师协会在內的4個團體发表声明，宣布医科大学生将重返学校复课。

## 反應

### 執政當局
韓國总统尹锡悦痛斥醫生罷工，并否認醫學院新生的增加會導致醫學院教育质量下降。他表示罷工醫生們絕不能以國民的生命和健康來要挾，而且每年擴招2000名醫學生的規模並不大，這是最起碼的擴招人數。 政府表示，如果醫生不返崗工作，他們的醫師執業許可會被吊销。 2月22日，韩国政府将该国医疗系统危机级别提升至最高级“严重”。2月23日，保健福祉部宣布允許所有醫院和診所提供遠程醫療服務。2月27日，保健福祉部宣布，允許护士承担部分医生业务。3月1日，保健福祉部向大韩实习住院医生协议会干部等13名实习和住院医生发布返岗复工命令。
3月3日，韩国国务总理韩悳洙主持召开“应对医生集体行动的中央灾难安全对策本部”会议。他承認大部分的医生仍未返岗。韩悳洙表示，政府将紧急编制预算，用來補償医生替代人员以及留守在医院的医务人员。政府還會启动医疗改革特别委员会筹备小组以及总统直属医疗改革特别委，負責執行醫療改革相關措施。
為确保区域急救中心能够集中治疗重症患者，韩国保健福祉从3月15日起开始对轻症和非急救患者进行分类。
3月20日，韩国政府发布醫學生扩招名额分配方案。2025学年度扩招的2000名医学生中，82%的名额分配给首都圈以外地区，18%将分配给京畿道和仁川市。
3月24日国民力量党非常对策委员会委员长韩东勋与韩国全国医科大学教授协议会举行座谈，之后向尹锡悦提出了要求“灵活处理离岗实习和住院医生吊销医师执照等行政处分”的报告。尹锡悦立即指示韩国国务总理韩德洙，要求政府“与医疗人员组成建设性协议体，推进展开对话”。尹锡悦同时还要求“灵活处理”医师执照吊销等处分。总统办公室相关负责人於是表示，不会按原计划从26日起对未返岗医生予以处分。
4月1日，韩国总统尹锡悦就医学院扩招及医疗改革发表对国民谈话时表示，扩招2000人是政府经严密计算并与医疗界充分讨论后得出的结论，是最起码的扩招规模。他拒絕医界要求政府废除医改、将保健福祉部长官和次官撤职的要求。他還呼籲医疗界应立即中断非法集体行动。
4月19日，韩国政府决定，实施扩招的韓國32所高校医学系可在2025年扩招名额50%至100%的范围内自主决定招生规模。 該方案未被大韓醫師協會接受。
12月3日，韩国戒严司令部司令、国防部陆军参谋总长朴安洙要求离岗的所有医务人员必须在48小时以内返岗工作，违者将依据《戒严法》被处置。

### 在野黨和其他
共同民主黨黨魁李在明也反對醫生罷工，他支持医学院應該逐步擴大招生規模。癌症及肌萎缩性脊髓侧索硬化症患者团体則呼吁醫生盡快返回工作崗位。大韩佛教曹溪宗也敦促住院医师應該于2月22日返回工作岗位。民調顯示，76%的韓國受訪者支持醫學院擴招，只有16%的人反對這一做法。
韓國兩大工會組織（韓國勞動組合總聯盟與全國民主勞動組合總聯盟）等35個組織批評醫生罷工，並稱罷工「沒有任何道理」。醫療相關組織，包括大韓韓醫師協會、大韓職業護理師協會、患者群体團體韩国严重疾病联合會也表示反對醫生罷工

### 醫生團體
大韩医师协会表示，醫生的罷工權和辭職權受宪法保護，並表示醫學系擴招會讓學力表現較差的鄉村學生得到入學機會，因此拖垮整家醫學院水準。大韩实习住院医生协议会要求政府撤回医学生扩招计划，取消返岗复工命令。

## 影響
世福兰斯医院、首爾大學醫院等許多医院的手術都被迫取消或推迟。有醫院决定縮短手术时间或优先收治重症患者。受醫生罷工影響，有患者因為透析延誤而死亡。忠清北道一名2歲9個月大的女童溺水後被11家醫院以「人力不足」為由拒收，最終身亡。

### 重考熱潮
隨醫學系名額增加，2024學年入學考試中，雖首爾大學醫學系無人放棄，然或因受其影響，自然組科系未註冊人數倍增，以藥學系有63.6%放棄報名最高，而資工系亦有33.3%放棄。與SK海力士合作的高麗大學半導體工程系，有50.0%沒有註冊，比去年的放棄註冊率（18.2%）高出約三倍。與三星電子合作的高麗大學次世代通訊系，放棄註冊率高達70%，比去年（16.7%）高出四倍以上。
此外，前來諮詢重考班的人數亦上升，以首爾大學、延世大學、高麗大學、韓國科學技術院等頂尖大學理工科畢業的學生為主。由於重考醫學系人數，也引起理工科領域教授對於人才外流的擔憂。
2025年，雖然醫學系名額增加，但報考人數也增加，所以競爭率由去年的24.01:1提升至30.55:1。